# Cerro Risco Plateado
Cerro Risco Plateado är ett berg i Argentina.   Det ligger i provinsen Mendoza, i den västra delen av landet, 1 100 km väster om huvudstaden Buenos Aires. Toppen på Cerro Risco Plateado är 4 999 meter över havet.
Terrängen runt Cerro Risco Plateado är huvudsakligen bergig, men västerut är den kuperad. Trakten runt Cerro Risco Plateado är nära nog obefolkad, med mindre än två invånare per kvadratkilometer.. Det finns inga samhällen i närheten. 
Trakten runt Cerro Risco Plateado är ofruktbar med lite eller ingen växtlighet.